# Ернст Гайнріх фон Шіммельманн
Ернст Гайнріх фон Шіммельманн (4 грудня 1747 — 9 лютого 1831) — німецько-данський політичний діяч, підприємець та покровитель мистецтв.

## Ранні роки
Народився у Дрездені. Його батько був заможним землевласником. Ернст вивчав економіку у Європі та працював на свого батька.

## Політична кар'єра
З 1782 став ключовою фігурою у данській фінансовій адміністрації. Через суперечки з державним міністром Хьоегом-Гульдбергом 1783 подав у відставку, проте наступного року взяв участь у повстанні проти того жОве Хьоега-Гульдберга, після чого отримав пост міністра фінансів у новому уряді. З 1824 до 1831 року обіймав посаду міністра закордонних справ. 1790 року був нагороджений орденом Слона, найвищою данською нагородою.
Зробив свій внесок до ліквідації работоргівлі у Данії. Утім, він власне не був противником рабства: він володів великою цукровою плантацією у Данській Вест-Індії (на острові Санта-Крус) та був акціонером компанії, що транспортувала рабів із Золотого Берега. Заборона торгівлі людьми в Данії просто приносила його родині величезні прибутки. Раніше не було жодних обмежень на работоргівлю, але Шіммельманн, будучи на посту міністра фінансів, заборонив державні кредити на купівлю рабів. Його родина стала найзаможнішою в Данії завдяки торгівлі цукром з Вест-Індії.

## Родина
1775 Шіммельманн одружився з графинею Емілією Ранцау, яка померла від туберкульозу за п'ять років у 28-річному віці. Вдруге він одружився 1782 та переїхав зі своєю новою дружиною Шарлоттою до власного маєтку у Клампенборзі. Того ж року на його кошти було зведено пам'ятник у стилі класицизму, названий Емілікілд, у пам'ять про його першу дружину.